# Richard Porta
Richard Aníbal Porta Candelaresi (Fairfield, 1º agosto 1983) è un ex calciatore australiano naturalizzato uruguaiano, di ruolo attaccante.
Ha origini italiane.

## Caratteristiche tecniche
Porta può giocare come mezza punta o come esterno.

## Carriera

### Club
Nelle file del River Plate ha segnato 19 gol, risultando il capocannoniere del torneo di Clausura 2007.
Acquistato dal Siena nella sessione invernale della stagione 2007-2008, ha debuttato in Serie A il 16 marzo 2008 in Reggina-Siena (4-0), ma quella resta l'unica presenza nella massima serie italiana, in quanto a fine stagione la società toscana decide di cederlo in prestito al Belenenses.
Nell'estate 2009 viene ceduto ancora in prestito, tornando al River Plate in Uruguay.
Nonostante sia nato in Australia ha ammesso di non conoscere l'inglese, sebbene alcuni suoi parenti abitino ancora nei pressi di Sydney.
Il 19 ottobre 2011 si trasferisce all'Al Wasl.